# Mehrner Heilquelle

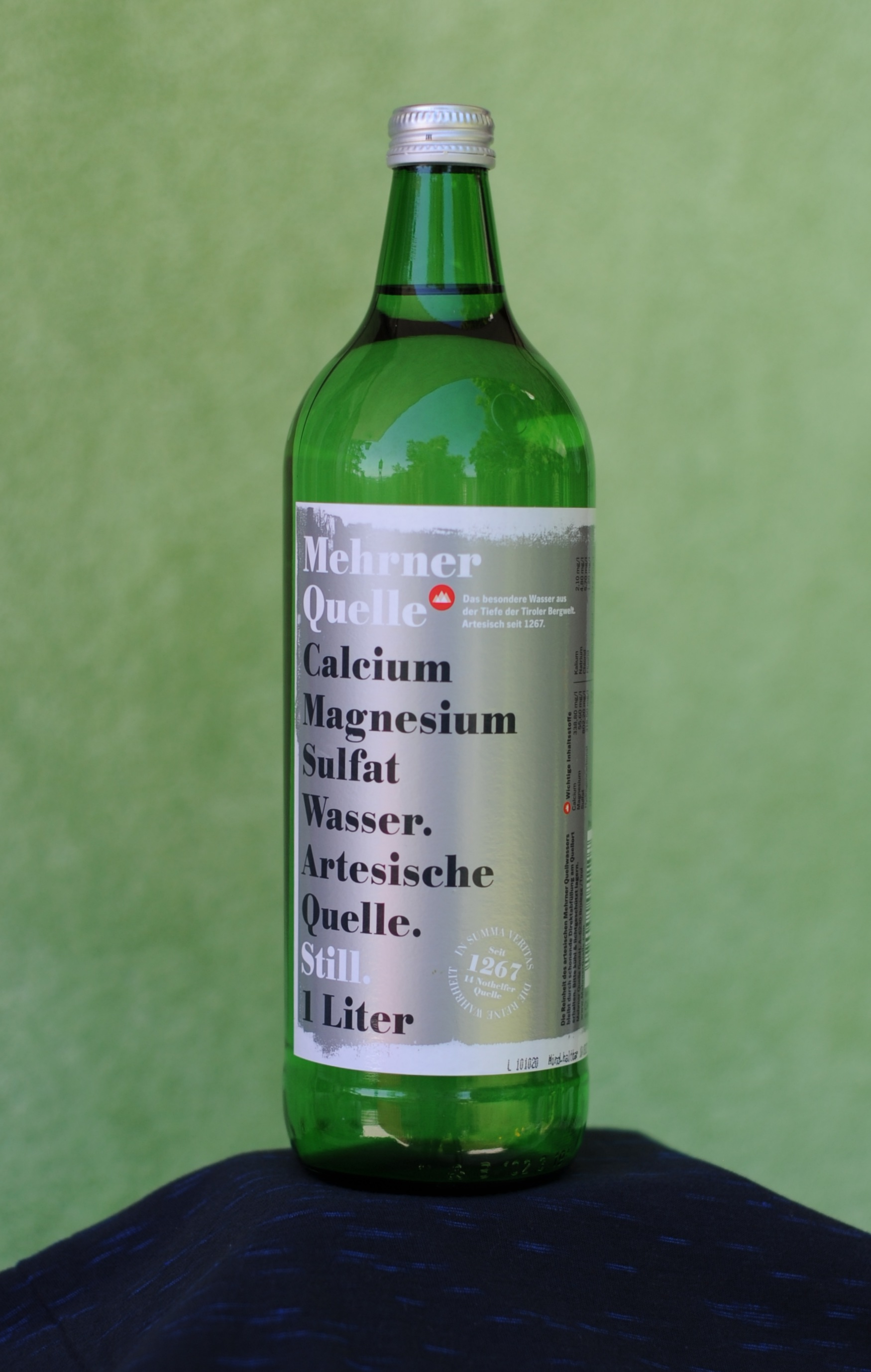
Mehrner Heilwasser in Abfüllflasche

Die Mehrner Heilquelle ist eine artesische Quelle, die unterhalb der St. Bartholomäuskirche in Brixlegg, am Eingang des Alpbachtals in Tirol, entspringt. Aus dieser Quelle entspringt ein Heilwasser, das auch an einem öffentlichen Zugang für privaten Gebrauch abgefüllt werden kann und, das von der Mehrner Quelle GmbH unter dem Markennamen Mehrner Heilwasser vertrieben wird. 1863 wurde das Heilbad Mehrn erbaut, das bis heute besteht.

## Geschichte

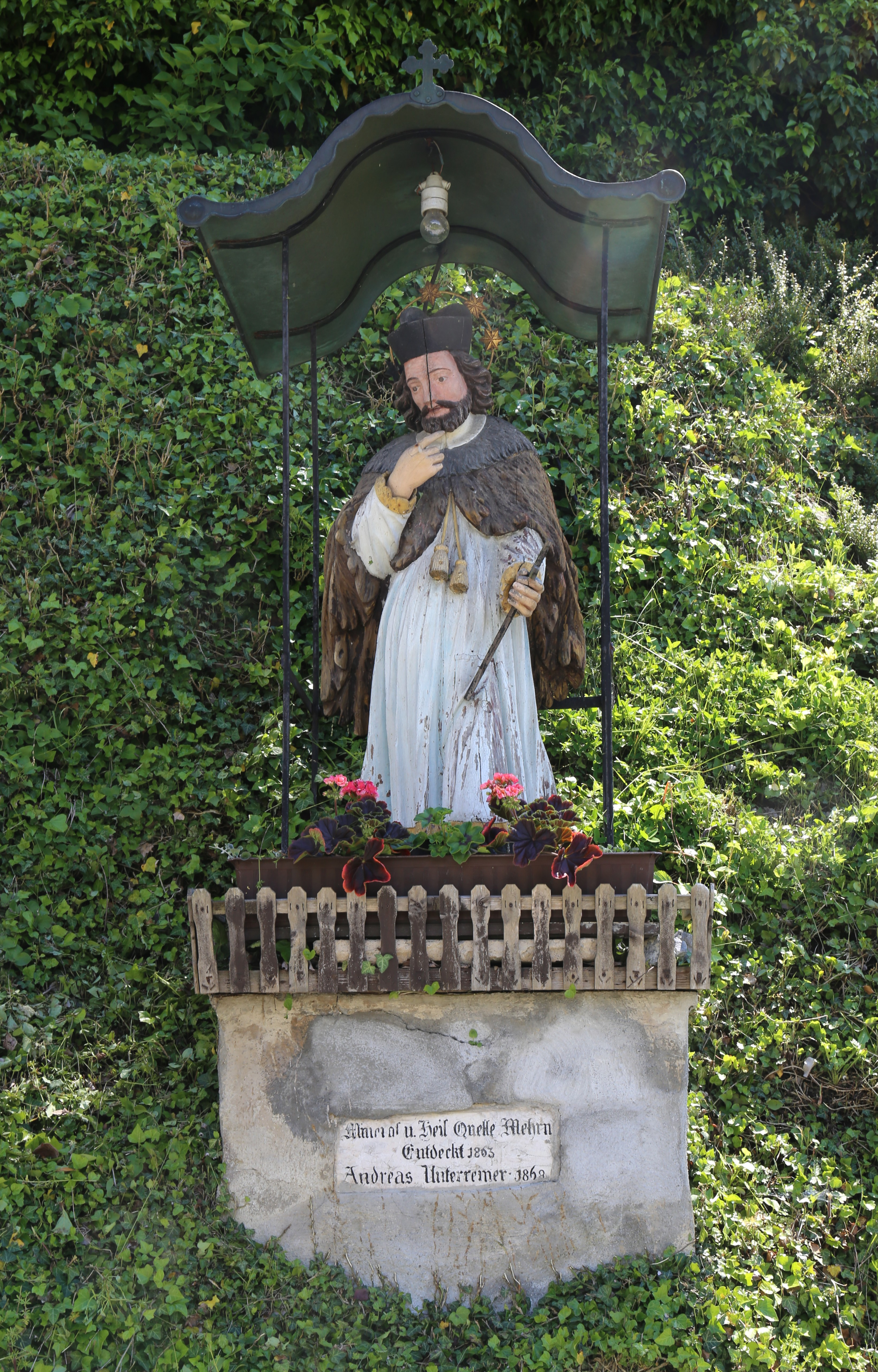
Nepomukbildstock bei der Bartholomäuskirche mit Inschrift zur Erinnerung an die (Wieder-)Entdeckung der Quelle 1863

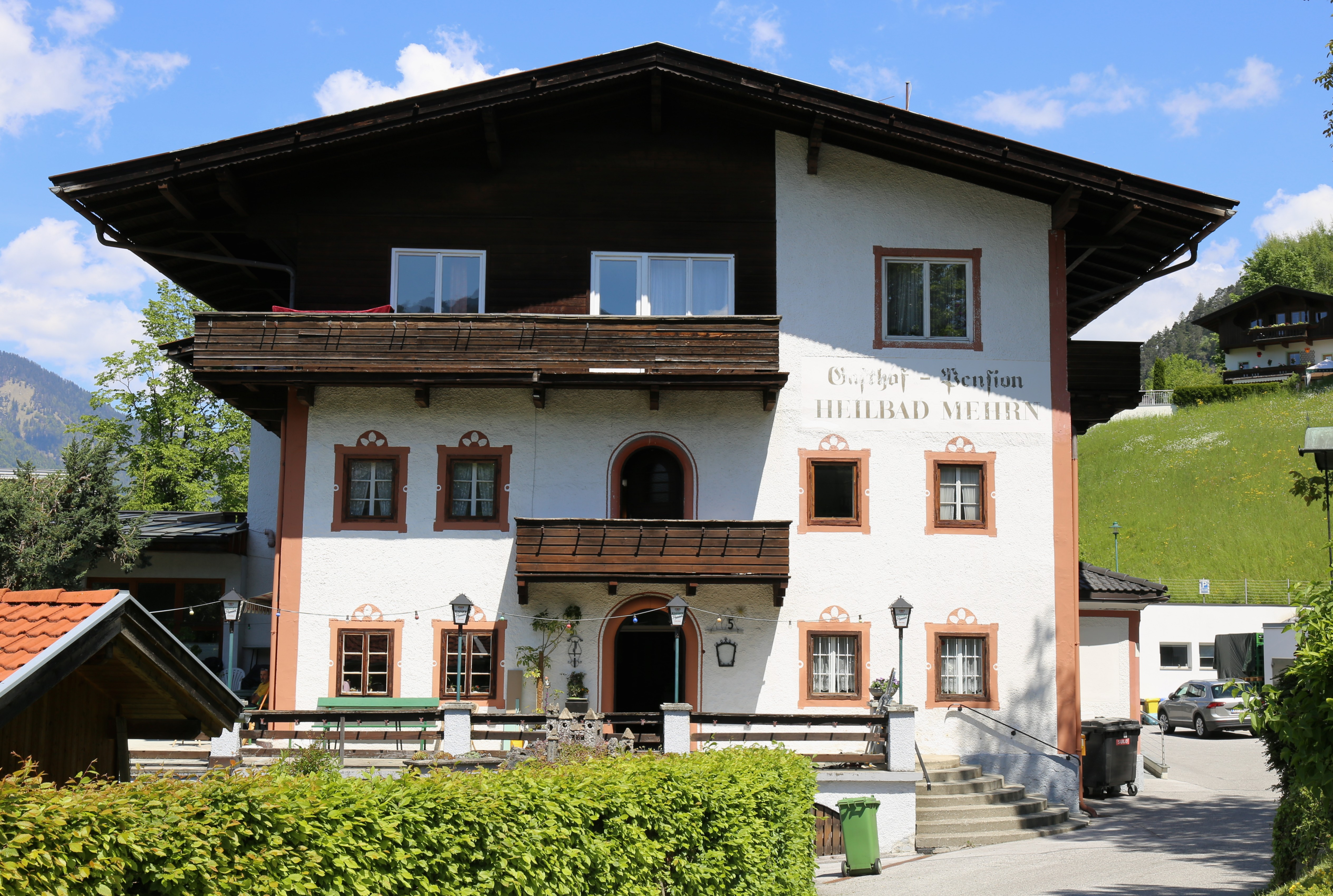
Heilbad Mehrn

Die Mehrner Heilquelle ist seit mehreren hundert Jahren bekannt. Diese Mineralheilquelle, die heute dem Mehrner Heilwasser seine Berechtigung verleiht, wird wegen seines Ursprungs in enge Verbindung mit der St. Bartholomäuskirche im Ortsteil Mehrn in Brixlegg gebracht.
1267 wurde das Heilwasser erstmals schriftlich erwähnt. Eine Quelle, aus der klares, reichhaltiges, wohlschmeckendes Wasser mit besonderem Inhalt sprudelt.
Die über der Quelle erbaute Kirche wurde im Jahr 1357 erstmals urkundlich erwähnt. Im Jahre 1661 wurde sie auf Order des Salzburger Konsistoriums erweitert.
Die neuerbaute Kirche wurde 1698 zu Ehren des heiligen Bartholomäus geweiht, die 14 Nothelfer erlangen als Nebenpatrone eine große Verehrung, und die Quelle wird als „Vierzehn Nothelfer Wasser“ bekannt.
Zu Beginn des 19. Jahrhunderts wurde die Quelle, die sich hinter dem Altar befand, aufgrund der zahlreichen Wasserentnahme versenkt. Das Heilwasser verschaffte sich jedoch am Fuße des Kirchenhügels einen neuen Austritt. Um 1863 wurde die Quelle bei Grabungsarbeiten wieder neu entdeckt und das Wasser erfreute sich großer Beliebtheit als Gesundbrunnen.
Im Jahre 1863 entschloss man sich, dieses heilkräftige Wasser bewusst als Gesundbrunnen für Seele und Körper einzusetzen – Heilbad Mehrn wurde gegründet. 1869 wurde die erste Badeanstalt offiziell eröffnet. Sie ist im Tiroler Heilbäder- und Kurorteverzeichnis von 1900 und in den amtlichen Österr. Badebüchern von 1914 und 1928 enthalten. Aufgrund dieser langen Badetradition und der Untersuchungen der Heilquelle und Kureinrichtungen durch F. Scheminzky in den Jahren 1954, 1963 sowie 1966 wurde mit Bescheid der Tiroler Landesregierung vom 26. Juni 1966 die Quelle als kalte Calcium-Magnesium-Sulfat-Hydrogencarbonat-Mineralquelle, im Sinne des § 30 Abs. 2 des derzeitigen Tiroler Heilquellen- und Kurortegesetzes weiterhin anerkannt.
2002 wurde der Ausbau eines Tiefbrunnens für die Heilquelle und Ableitung des gewonnenen Wassers zu einer Flaschenabfüllanlage für den Vertrieb des Mehrner Heilwassers fertiggestellt.

## Inhaltsstoffe
Das Mehrner Heilwasser ist ein Calcium-Magnesium-Sulfat-Hydrogencarbonat-Wasser und enthält hauptsächlich folgende
Inhaltsstoffe (natürliche Mineralstoffe und Spurenelemente) pro 1000 ml:
| Calcium   | 363,60 mg | Hydrogencarbonat | 283,80 mg   |
| Magnesium | 59,60 mg  | Chlorid          | 4,70 mg     |
| Natrium   | 4,40 mg   | Fluorid          | 1,19 mg     |
| Kalium    | 2,10 mg   | Nitrat           | 3,20 mg     |
| Sulfat    | 897,00 mg | Gesamt           | 1.619,59 mg |

## Anwendungsgebiete
Das Mehrner Heilwasser ist ein Calcium-Magnesium-Sulfat-Hydrogencarbonat-Wasser. Es kann zum unterstützenden Einsatz bei Therapien von chronischen und subchronischen Leber- sowie Bauchspeicheldrüsenerkrankungen, Gicht, Zuckerkrankheit, Harnsteinen und zur Vorbeugung bzw. unterstützenden Behandlung von Osteoporose, Muskelkrämpfen und Obstipation kommen.
Sulfatwässer regen die Darmtätigkeit an und fördern somit den Stoffwechsel.